# ارتباط سریال

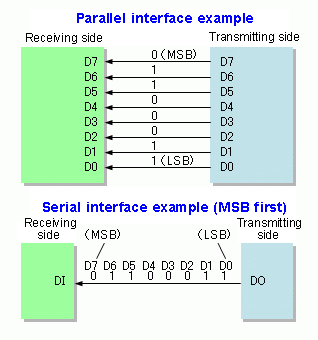
ارتباط موازی در برابر ارتباط سریال

ارتباط سریال در علم مخابرات و کامپیوتر به فرایند ارسال داده‌ها به وسیله یک بیت در واحد زمان و به ترتیب در چند کانال ارتباطی گفته می‌شود. در برابر این نوع از ارسال، ارسال موازی قرار دارد. که چندین بیت را به‌طور هم‌زمان در یک لینک کانال موازی می‌فرستد.
ارتباط سریال در مواقعی که مسافت ارتباطی زیاد هست. یا تعداد کامپیوترهای شبکه زیاد است. یا اینکه هزینه ارتباط کابل زیاد است. مورد استفاده قرار می‌گیرد؛ زیرا هزینه موازی‌سازی بسیار زیاد است. و اینکه پیاده‌سازی به صورت موازی غیرممکن است. باس‌های سریال حتی در مسافت‌های کوتاه نیز بسیار رایج شده‌اند؛ زیرا یکپارچگی سیگنال و سرعت انتقال در تکنولوژی‌های جدید سریال بهبود بخشیده شده‌است. و نسبت به انتقال موازی ساده‌تر هستند. به عنوان مثال مهاجرت از pci به پی‌سی‌آی اکس‌پرس را می‌توان نام برد.

## کابل‌ها

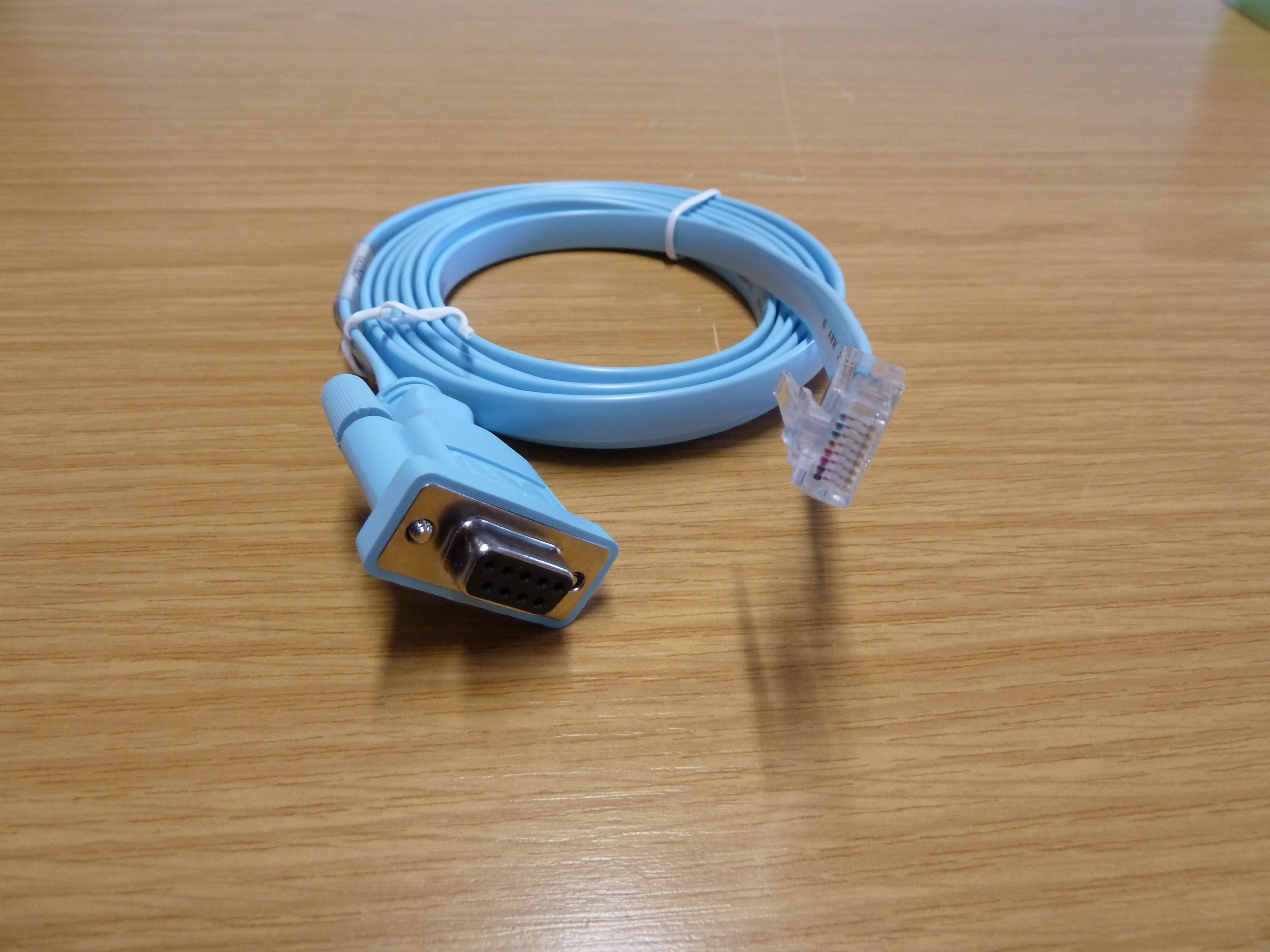
کابل Cisco Console

بسیاری از ارتباط‌های سریال در اصل برای انتقال داده از از مسافت‌های بسیار دور به وسیله کابل‌های دیتا طراحی شده‌اند.
واژه سریال اغلب به پورت RS232 کامپیوترهای اصلی آی‌بی‌ام اشاره داشت. و اغلب به عنوان پورت سریال از آن نامبرده می‌شد. و کابل‌های سریال برای اتصال به این پورت استفاده می‌شد. و بسیاری از دستگاها برای انطباق داشتن با آن طراحی شد.
اغلب تمام ارتباطات راه دور از ارسال یک بیت در واحد زمان به جای ارسال موازی به علت هزینه کمتر کابل کشی استفاده می‌کنند. کابل‌هایی که اینداده‌ها را منتقل می‌کنند و پورتهایی که به آن وصل می‌شود اغلب نام‌های مختلفی دارند تا باعث کاهش سردر گمی شود.
کابل‌های کیبورد و موس و اغلب پورت‌های تقریباً هموار سریال از قبیل و یو اس بی و باس دسکتاپ اپل هستند.
کابل‌هایی که داده‌های دیجیتال ویدئویی را انتقال می‌دهند. اغلب کابل‌های هم محور متصل به پورت HD_SDI هستند. کابل‌هایی مانند وب کم‌ها اغلب از نوع PS/2 و USB هستند.
دیگر کابل‌ها مانند سریال ATA یا همان ساتا، سریال SCSI , DVI port و HDMI هستند.

## باس‌های سریال
بسیاری از ارتباط‌های سیستمی در اصل برای ارتباط داخلی مدارهای الکترونیکی طراحی شده‌اند.
تعداد پایه‌های بیشتر در مدارهای مجمتع، اغلب افزایش قیمت آن‌ها را به همراه خواهد داشت. برای کاهش تعداد این پایه‌ها، از ارتباط سریال استفاده می‌شود. و برای ارتباط سریال نیازمند استفاده از باس‌های سریال است. برخی از نمونه‌هایی ارزان قیمت باس‌های سریال عبارت اند از:
SPI,  I۲C, Dc-bus, UIN/O, and 1 _WIRE

## ارتباط سریال سنکرون(USART)
ارتباط سریال یوزارت مخفف عبارت Universal Synchronous And Asynchronous Serial Receiver And Transmitter به معنای «فرستنده/گیرنده سریال سنکرون/آسنکرون سراسری» می‌باشد.
در آن RXD برای دریافت دیتا، TXD برای ارسال دیتا، XCK برای کلاک حالت سنکرون و GND زمین مشترک دو دستگاه می‌باشد.

## ارتباط سریال آسنکرون(UART)
مخفف Universal Asynchronous Receiver And Transmitter
هنگام ارسال دیتا علاوه بر دیتا تعدادی بیت کنترلی نیز با آن ارسال می‌شود که به این مجموعه اصطلاحاً یک فریم frame گفته می‌شود.
بیت شروع START :در وضعیتی که ارسال و دریافت صورت نمی‌گیرد خط انتقال در حالت یک منطقی است. با ایجاد یک لبهٔ پایین رونده توسط فرستنده، گیرنده از فرستاده شدن اطلاعات آگاه شده و آمادهٔ دریافت می‌شود.
بیت‌های داده DATA :بیت‌های داده اطلاعات اصلی را منتقل می‌کند و می‌تواند متغیر باشد. تعداد این بیت‌ها بباید در فرستنده و گیرنده به صورت یکسان تنظیم شود.
بیت توازن PARITY :از این بیت برای آشکارسازی خطا استفاده می‌شود.
بیت یا بیت‌های پایان STOP :در انتهای بیت‌های داده یا بیت توازن بیت پایان قرار می‌گیرد
Baud Rate : در یک ارتباط، دو طرف ارتباط باید از عرض هر بیت اطلاع داشته باشند.

## نمونه‌هایی از معماری
- عدم پوشش اطلاعات